# Idaea mimetes
Idaea mimetes is een vlinder uit de familie spanners (Geometridae). De wetenschappelijke naam van deze soort is voor het eerst geldig gepubliceerd in 1941 door Brandt.
De soort komt voor in tropisch Afrika.